# All Love Lost
All Love Lost è il settimo album del rapper statunitense Joe Budden, pubblicato nel 2015 da E1 e Mood Muzik.
| Recensione | Giudizio |
| ---------- | -------- |
| AllMusic   | [ 1 ]    |
| HipHopDX   | [ 2 ]    |
| XXL        | [ 3 ]    |

## Tracce
1. (Intro) All Love Lost – 7:21 (Joe Budden, Emanny Salgado, Jason "8 Bars" Carr) – 8 Bars, Parks (prod. agg.)
2. Broke – 4:21 (Budden, Whitney Phillips) – Louis Bell
3. Playing Our Part – 6:50 (Budden, Carr) – 8 Bars, Parks (prod. agg.)
4. Man Down – 4:48 (Budden) – Dark Night, Chigz, Parks (prod. agg.)
5. Immortal – 5:14 (Budden, Salgado, Matthew Samuels, Anderson Hernandez) – Boi-1da, Vinylz
6. Love, I'm Good – 7:59 (Budden, Abraham Orellana) – AraabMuzik, Karon Graham (co-prod.)
7. Make It Through the Night (featuring Marsha Ambrosius & Jadakiss) – 5:09 (Budden, Marsha Ambrosius, Jason Phillips, Michael Williams, Dejon Howerton, Taiwan "Mr. Fingaz" Green) – Mr. Fingaz
8. Slaughtermouse – 4:50 (Budden, Orellana) – AraabMuzik
9. Where Do We Go (featuring Eric Bellinger) – 7:11 (Budden, Salgado) – Dark Night, Chigz, Parks (prod. agg.)
10. Unnecessary Pain (featuring Yummy Bingham & Felicia Temple) – 5:48 (Budden, Salgado, Yummy Bingham, Carr) – 8 Bars, Dark Night, Parks (prod. agg.)
11. Love for You (featuring Emanny) – 6:20 (Budden, Salgado, Samuels) – Boi-1da

Tracce bonus
1. Only Human (featuring Emanny) – 8:46 (Budden, Salgado, Karon Graham) – Graham
2. Fuck Em All – 3:44 (Budden, Dacoury Natche) – DJ Dahi

## Classifiche settimanali
| Classifica (2015)         | Posizione massima |
| ------------------------- | ----------------- |
| Stati Uniti               | 29                |
| US Digital Albums         | 12                |
| US Independent Albums     | 4                 |
| US Top Rap Albums         | 5                 |
| US Top R&B/Hip-Hop Albums | 6                 |